# XB-27 (航空機)
XB-27（Martin XB-27）とは、アメリカ合衆国の航空機メーカーであったマーティン社が社内名称Model 182として開発しようとした、高高度中型爆撃機である。アメリカ陸軍航空隊（後の空軍）が強く必要としていた。そのコンセプトは同じマーチン社B-26爆撃機を基に大型化したもので、主翼を延長し機内も与圧され、エンジンもターボチャージャー付のR-2800-9に換装されている。XB-27計画は設計段階で中止され、試作機が作られるまでには至らなかった。

## スペック
（以下は設計目標値）
- 全長： 18.50 m
- 全幅： 25.60 m
- 全高： 6.10 m
- 全備重量： 15,000kg
- エンジン：P&W　R-2800-9　空冷18気筒　2000hp×2
- 最大速度： 450km/h
- 実用上限高度：10,200m
- 航続距離： 4,600km
- 武装
  - 爆弾1,800kg
  - 7.62mm機銃×3
  - 12.70mm機銃×1
- 乗員 7名